# Seznam členů Zastupitelstva Jihomoravského kraje (volby 2008)
Seznam osob zvolených do Zastupitelstva Jihomoravského kraje v roce 2008.
| #  | jméno                | za stranu | funkce            |
| -- | -------------------- | --------- | ----------------- |
| 1  | Michal Hašek         | ČSSD      | hejtman           |
| 2  | Václav Božek         | ČSSD      | náměstek hejtmana |
| 3  | Zdeněk Pavlík        | ČSSD      | člen Rady         |
| 4  | Jiří Janda           | ČSSD      |                   |
| 5  | Ivo Polák            | ČSSD      | náměstek hejtmana |
| 6  | Oldřich Ryšavý       | ČSSD      | člen Rady         |
| 7  | Jiří Altman          | ČSSD      | člen Rady         |
| 8  | Irena Kočí           | ČSSD      |                   |
| 9  | Zdeněk Dufek         | ČSSD      |                   |
| 10 | Petr Hájek           | ČSSD      |                   |
| 11 | Marek Sklenář        | ČSSD      |                   |
| 12 | Kateřina Kalinová    | ČSSD      |                   |
| 13 | Aleš Ryšánek         | ČSSD      |                   |
| 14 | Vít Rajtšlégr        | ČSSD      |                   |
| 15 | Václav Novák         | ČSSD      |                   |
| 16 | Stanislav Svoboda    | ČSSD      |                   |
| 17 | Viliam Záthurecký    | ČSSD      |                   |
| 18 | Stanislava Slavíková | ČSSD      |                   |
| 19 | František Šujan      | ČSSD      |                   |
| 20 | Jan Šinogl           | ČSSD      |                   |
| 21 | Zuzana Brzobohatá    | ČSSD      |                   |
| 22 | Daniela Ottová       | ČSSD      |                   |
| 23 | Pavel Blažík         | ČSSD      |                   |
| 24 | Jiří Petřík          | ČSSD      |                   |
| 25 | Tomáš Soukal         | ČSSD      |                   |
| 26 | Jiří Václavek        | ČSSD      |                   |
| 27 | Stanislav Juránek    | KDU-ČSL   | náměstek hejtmana |
| 28 | Marie Cacková        | KDU-ČSL   | členka Rady       |
| 29 | František Adamec     | KDU-ČSL   |                   |
| 30 | Jan Koráb            | KDU-ČSL   |                   |
| 31 | Lubomír Šmíd         | KDU-ČSL   |                   |
| 32 | Václav Horák         | KDU-ČSL   | náměstek hejtmana |
| 33 | Libor Ambrozek       | KDU-ČSL   |                   |
| 34 | Pavel Balík          | KDU-ČSL   | člen Rady         |
| 35 | Martin Bedrava       | KDU-ČSL   |                   |
| 36 | Jiří Bělehrádek      | KDU-ČSL   |                   |
| 37 | Anna Matějková       | KDU-ČSL   |                   |
| 38 | David Macek          | KDU-ČSL   | člen Rady         |
| 39 | Alois Vybíral        | KDU-ČSL   |                   |
| 40 | František Havíř      | KDU-ČSL   |                   |
| 41 | Pavel Prokop         | KDU-ČSL   |                   |
| 42 | Jiří Životský        | KDU-ČSL   |                   |
| 43 | Richard Zemánek      | KDU-ČSL   |                   |
| 44 | Miloš Petrů          | KDU-ČSL   |                   |
| 45 | Milan Venclík        | ODS       |                   |
| 46 | Anna Procházková     | ODS       |                   |
| 47 | Marek Juha           | ODS       |                   |
| 48 | Jaroslav Pospíšil    | ODS       |                   |
| 49 | Miloš Šifalda        | ODS       |                   |
| 50 | Jaroslava Králová    | ODS       |                   |
| 51 | Vojtěch Fabík        | ODS       |                   |
| 52 | Ilona Sokolová       | ODS       |                   |
| 53 | Ivan Charvát         | ODS       |                   |
| 54 | Jiří Šimeček         | ODS       |                   |
| 55 | Jiří Kadrnka         | ODS       |                   |
| 56 | Vojtěch Adam         | KSČM      |                   |
| 57 | Pavel Březa          | KSČM      |                   |
| 58 | Stanislav Navrkal    | KSČM      |                   |
| 59 | Ivo Pojezný          | KSČM      |                   |
| 60 | Zdeněk Koudelka      | KSČM      |                   |
| 61 | Petr Krátký          | KSČM      |                   |
| 62 | Leopold Levák        | KSČM      |                   |
| 63 | Daniel Borecký       | KSČM      |                   |
| 64 | Ludmila Živná        | KSČM      |                   |
| 65 | Jan Navrátil         | KSČM      |                   |

Ustavující zasedání Zastupitelstva Jihomoravského kraje ve volebním období 2008–2012 se konalo 21. listopadu 2008.
Na závěr jednání krajského zastupitelstva 23. června 2011 rezignovali na mandát člena zastupitelstva Petr Hájek a Jiří Frolec (ČSSD).  Novými členy zastupitelstva se tak od následujícího dne stali PaedDr. Karel Bílek (místopředseda Okresního výkonného výboru ČSSD v Břeclavi a vyučující na SŠPU v Hodoníně.) a Bc. Marek Šeiner.